# 도미니크 하인츠
도미니크 하인츠(독일어: Dominique Heintz, 1993년 8월 15일 ~ )는 독일의 축구 선수로, 현재 독일 분데스리가의 1. FC 쾰른에서 활약하고 있다. 포지션은 센터백이다.